# Yoshida Yasushi
Yasushi Yoshida (吉田 靖, sinh ngày 9 tháng 8 năm 1960) là một huấn luyện viên và cựu cầu thủ bóng đá người Nhật Bản.

## Sự nghiệp Huấn luyện viên
Yasushi Yoshida đã dẫn dắt Urawa Reds và Roasso Kumamoto.